# Joruma clavata
Joruma clavata är en insektsart som beskrevs av Ruppel och Delong 1953. Joruma clavata ingår i släktet Joruma och familjen dvärgstritar. Inga underarter finns listade i Catalogue of Life.